# 小行星21645
小行星21645（21645 Chentsaiwei）是一颗绕太阳运转的小行星，为主小行星带小行星。该小行星于1999年7月14日发现。
該小行星以蔡辰葳命名，因为她在高中（高雄师大附中）时的化学项目获得了2006年英特尔国际科学与工程大奖赛的一等奖，该奖的得主能为麻省理工学院林肯实验室以其名字命名小行星。

## 轨道参数
小行星21645的轨道半长轴为2.5476019 UA，离心率为0.215。